# Димитрий (Тракателлис)
Архиепи́скоп Дими́трий (греч. Αρχιεπίσκοπος Γέρων Δημήτριος, в миру Дими́триос Тракате́ллис, греч. Δημήτριος Τρακατέλλης; род. 1 февраля 1928, Салоники, Вторая Греческая Республика) — епископ Константинопольской православной церкви на покое, старец-архиепископ Американский, ипертим и экзарх Атлантического и Тихого океанов (1999-2019). Лауреат Почётной медали острова Эллис.

## Биография

### Ранние годы и жизнь в Греции
Родился 1 февраля 1928 года в городе Салоники и был старшим сыном Хри́стоса и Георгии Тракателлисов. Его брат Антониос Тракателлис, впоследствии стал почётным профессором биохимии Университета Аристотеля, а также был членом Европейского парламента.
Учился в экспериментальной школе при Университете имени Аристотеля в Салониках. В июне 1946 года на выпускном вечере он выступил с прощальной речью от имени своего класса.
В сентябре того же года поступил на богословский факультет Национального Афинского университета имени Иоанна Каподистрии, который окончил в 1950 году с отличием.
Отслужил два с половиной года в греческой армии, после чего вступил в монашеское миссионерское братство «Зои» (греч. Ζωή — «Жизнь»). Стал ведущим богословским советником нескольких университетских студенческих организаций, включая Студенческий христианский союз Греции.

### Священник и титулярный епископ
В 1960 году был рукоположён в сан диакона, а в 1964 году — в сан священника.
В ходе поездки в Соединённые Штаты осенью 1964 года ему представилась возможность приступить к более углублённому изучению Нового Завета и патристики в Питтсбурге. Одновременно он продолжал служение Церкви на различных православных приходах близ Питтсбурга, в том числе в храме Успения Божией Матери в Оукмонте, штат Пеннсильвания.
В 1965 году поступил в аспирантуру Гарвардской высшей школы искусств и наук, где специализировался в области изучения Нового Завета и истоков христианства.
20 июня 1967 года, во время его обучения в США, Священный Синод Элладской православной церкви избирает его титулярным епископом Врисфенским, викарием архиепископа Афинского назначает его ответственным за богословское образование клириков Афинской архиепископии.
17 сентября того же года в Афинском кафедральном соборе состоялась его епископская хиротония, которую возглавил архиепископ Афинский и всея Греции Иероним I в сослужении с членами Священного Синода Элладской православной церкви.
В 1968 году Священный Синод Элладской православной церкви избрал его митрополитом Аттикийским и Мегарским, но епископ Димитрий не принял данного избрания по причинам, в частности контроля над церковью со стороны хунты чёрных полковников и антиканонического с его точки зрения состава Синода.
В ноябре 1971 года защитил диссертацию «Предсуществование Христа у Иустина Мученика: экзегетическое исследование в связи с христологией уничижения и прославления». Экзаменационный комитет отметил исключительное значение диссертации и рекомендовал её к публикации в престижной серии «Гарвардские диссертации в области религии». В 1972 году за данную диссертацию он получил учёную степень доктора философии «с отличием»
Получив эту степень, он вернулся к своему церковному положению в Афинской архиепископии и взял на себя ответственность за богословское образование духовенства, служение среди молодежи и другие обязанности, связанные с богословскими конференциями в Греции и за рубежом.
В 1977 году в Богословской школе Афинского национального университета защитил диссертацию «Трансцендентный Бог Евгноста. Значение экзегезы в исследовании гностических текстов Наг-Хаммади и обратный перевод утраченного греческого оригинала текста Евгноста Блаженного», отмеченную высшей оценкой и получил за неё учёную степень доктора богословия.
На 1980—1981 учебный год стал приглашённым профессором кафедры библеистики и раннего христианства в Греческой православной богословской школе Святого Креста в Бруклайне, штат Массачусетс. В 1983 году повторно приглашён преподавать те же предметов в данном учебном заведении, а в 1984 получил пост экстраординарного профессора кафедры библеистики и раннего христианства. Оставался на этой должности до своего официального ухода на пенсию в конце академического 1993 года. Помимо преподавания руководил программой обучения на степень магистра богословия.
В то же время входил в преподавательский коллектив Гарвардской школы богословия в качестве приглашённого профессора в 1984—1985 и 1988—1989 учебных годах. С 1984 по 1993 год также неоднократно становился научным руководителем студентов. В нескольких случаях становился членом экзаменационной комиссии по защите докторских диссертаций. Сфера его преподавательской и исследовательской деятельности включала в себя толкование, экзегезу и богословие Нового Завета, патристическую экзегезу, писания апостольских мужей, гностицизм, историю раннего Христианства и раннехристианскую литературу. Опубликовал ряд книг и статей научного и богословского характера. Кроме родного греческого владел английским, французским, немецким, древнееврейским, латинским, арабским и коптским языками.
20 августа 1991 года Священным Синодом Элладской православной церкви избран титулярным митрополитом Врисфенским; одновременно Врисфенская епископия возводилась в степень митрополии.
В октябре 1993 года, завершив преподавательскую деятельность в Богословской школе Святого Креста, возвратился в Грецию, где вернулся к полноценному исполнению обязанностей в Афинской архиепископии, не оставляя при этом исследований в области Нового Завета.
В октябре 1995 года решением Патриарха Варфоломея и Священным Синодом Константинопольского Патриархата назначен, наряду с архиепископом Австралийским Стилианом (Харкианакисом) и митрополитом Севастийским Димитрием (Комматасом), членом Патриаршего экзархата Греческой православной архиепископии Северной и Южной Америки.

### Во главе Американской архиепископии
19 августа 1999 года Патриархом Константинопольским Варфоломеем и Священным Синодом Константинопольской православной церкви избран главой Американской архиепископии. 18 сентября того же года в Свято-Троицком греческом кафедральном соборе на Манхэттене, штат Нью-Йорк состоялось его настолование.
Руководил работой по разрешению финансовых проблем Американской архиепископии, и, благодаря щедрому участию многих членов Церкви, удалось расплатиться с солидным долгом Архиепископии. В ходе этого процесса им было обращено внимание на принципиальную важность вопросов, связанных с доверием и отчётностью в сфере финансовой деятельности управленческих структур Американской архиепископии на всех уровнях. При архиепископе Димитрии были переустроены некоторые отделы Американской архиепископии, положено начало новым направлениям церковного служения.
19 февраля 2004 года был избран членом Священного Синода Константинопольской православной церкви, по случаю включения в состав данного Синода шести иерархов из епархий за пределами Турции.
4 февраля 2011 года решением Белого дома в числе 12 американский религиозных лидеров включён в состав Консультативного совета по вопросам веры. В заявлении, опубликованном Белым домом по поводу назначения новых членов Совета по вопросам веры, президент США Барак Обама сказал: «Я рад объявить, что эти опытные и преданные люди согласились присоединиться к нашей администрации, и я надеюсь работать вместе с ними не только долгие месяцы, но и годы».
13 марта 2011 в связи со смертью митрополита Николая (Смишко) назначен местоблюстителем Американской Карпаторосской епархии и занимал эту должность до избрания 27 ноября 2012 года на неё епископа Григория (Тациса).
26 ноября 2015 года, решением Священного Синода Константинопольского патриархата, к титулу архиепископа прибавлено наименование старец-архиепископ Американский (греч. Αρχιεπίσκοπος Γέρων Αμερικής).

### Уход на покой
Подвергался критике за то, что он привел Греческую православную архиепископию Америки к «финансовому, административному и духовному банкротству». Патриарх Константинопольский Варфоломей был недоволен ситуацией в Американской архиепископии и тем, что проблемы не решаются должным образом и разрастаются. При этом архиепископ Димитрий, отставки которого стали требовать ещё в 2008 году, уходить не хотел. В ноябре 2018 года агентство «Ромфея» со ссылкой на «Εθνικός Κήρυκας» сообщило, что Патриарх Варфоломей во время личной встречи в Женеве с архиепископом Димитрием, с которым давно находится в напряжённых отношениях, потребовал от последнего добровольно подать в отставку, чтобы не быть вынужденным самолично принять меры по его устранения от руководства Американской архиепископией. Но в ответ он умолял Патриарха не отправлять его отставку сейчас, позволив, чтобы прошло некоторое время. Когда Патриарх спросил его, сколько времени ему нужно, архиепископ ответил, что просит оставить его на кафедре до Пасхи, чтобы он не уходил в неблагоприятных условиях, и Патриарх Варфоломей ответил согласием.
4 мая 2019 года после встречи с Патриархом Константинопольским Варфоломеем подал прошение об отставке. Синод Константинопольской Церкви на своём заседании 9 мая принял его отставку.

## Награды, почётные членства
- почётный доктор филологии Колледжа Ричарда Стоктона, Помона, Нью-Джерси (31 октября 1999)
- почётный доктор богословия Свято-Владимирской православной семинарии в Крествуде, Нью-Йорк (31 января 2002)
- зарубежный член Афинской академии по богословию в областях этики и политологии (избран в ноябре 2002, принят 14 ноября 2003)
- Золотая медаль Парламента Греции (2008)[13]